# 尾道大橋

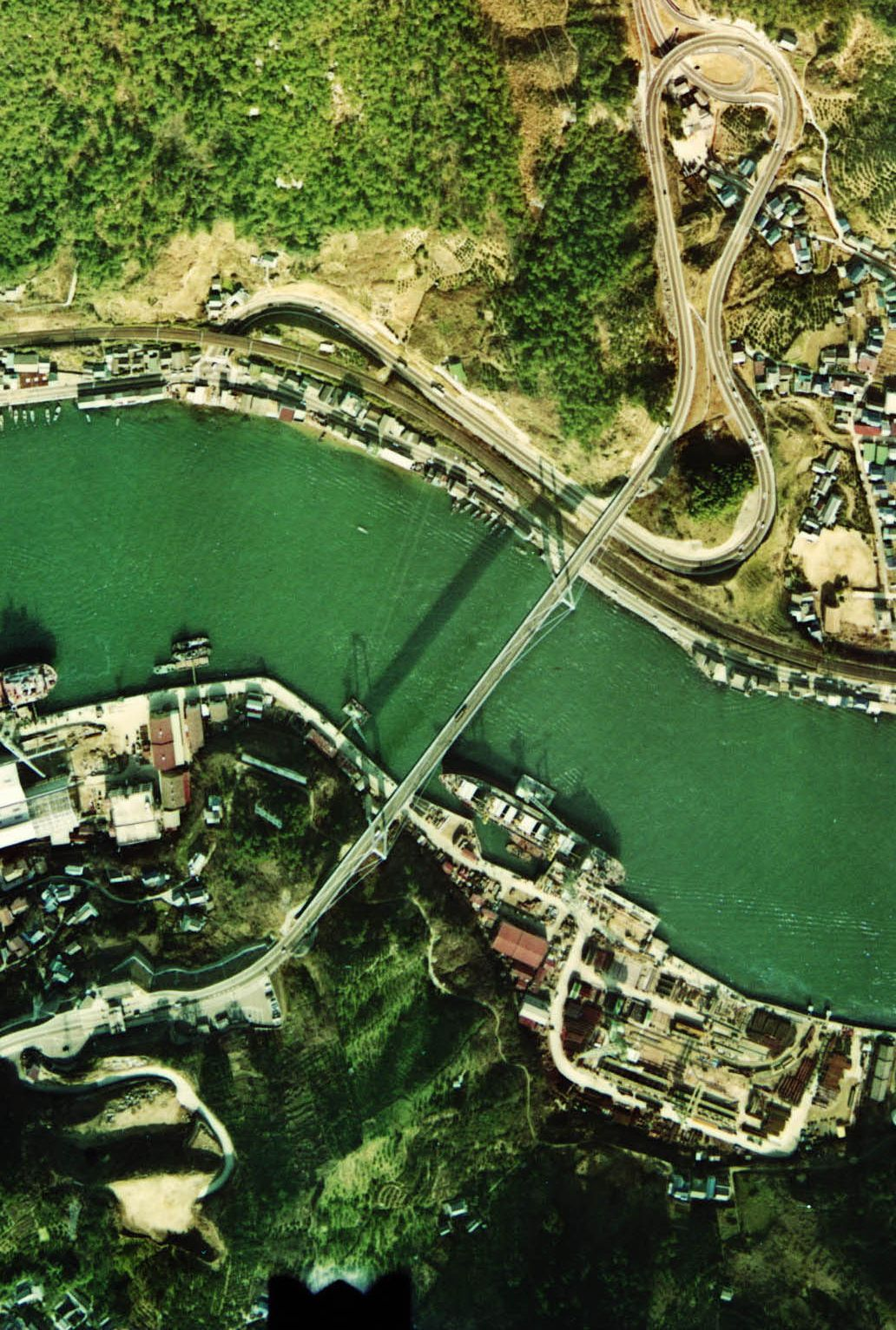
1974年（昭和49年）の尾道大橋周辺。新尾道大橋架橋前。

尾道大橋（おのみちおおはし）は、広島県尾道市の国道317号にある海上道路橋である。本州本土と向島を結ぶ。1968年土木学会田中賞受賞。

## 概要
1968年（昭和43年）3月に尾道大橋有料道路として開通。
2013年（平成25年）3月31日に料金徴収期間満了を迎え、翌日の4月1日0時に無料開放された。
本州本土と向島の間にある幅約 200 m の尾道水道を渡り、西側55 m の位置に並行する「双子橋」の新尾道大橋が西瀬戸自動車道（しまなみ海道）の有料自動車専用橋、尾道大橋は歩行者も渡ることのできる生活道路として用いられる。

### 諸元
- 路線名 ： 国道317号
- 全長 ： 386  m [7]
- 最大支間長 ： 215 m [8]
- 海面からの主塔高 ： 約 76 m [8]
- 海面からの路面高 ： 34 m
- 橋種 ： 3径間連続鋼箱桁放射形斜張橋[6]
- 管理 ： 広島県[9]
- 設計 ： 日本構造橋梁研究所[1]
- 施工
  - 上部工 ： 日立造船[5]
  - 下部工 ： 大林組[10]

## 歴史
日本道路公団の一般有料道路事業として建設。道路公団管理の橋としては初めて竣工した鋼斜張橋であり、日本で初めて主径間長が 200 m を超えた斜張橋である。

### 年表
- 1966年（昭和41年）
  - 3月、着工[5]。
- 1968年（昭和43年）
  - 1月、竣工[5]。
  - 3月4日、日本道路公団「尾道大橋有料道路」として開通。
  - 土木学会田中賞受賞[1]。
- 1988年（昭和63年）
  - 2月1日 本州四国連絡橋公団へ移管。
- 1999年（平成11年）
  - 12月1日、広島県道路公社へ移管[3]。
- 2013年（平成25年）
  - 3月31日、料金徴収期間満了[3]。
  - 4月1日0時、広島県へ移管され、無料開放[9][4]。

## 尾道大橋有料道路当時のデータ

### 概要
- 起点 : 広島県尾道市向東町（国道317号交点）
- 終点 : 広島県尾道市尾崎本町（国道2号交点）
- 全長 : 2.9 km
- 規格 : 第3種第2級
- 車線数 : 2車線
- 設計速度 : 50 km/h
- 償還完了日 : 2013年（平成25年）3月31日

### 有料当時の料金
- 軽車両（125cc以下の原付・自転車） : 10円
- 軽自動車・自動二輪車（125cc超） : 50円
- 普通車・中型車 : 150円
- 大型車 : 250円
- 特大車 : 580円
- 料金徴収期間満了時
- 歩行者は無料。

  - 通行料金の収受業務は本四バス開発に委託。

## 特記事項
- 歩行者・二輪車は風速 20 m 、その他の車両は風速 25 m で通行止めとなる。
- 歩道は斜張橋特有のケーブルもあり部分的に非常に狭く、特に自転車での通行は困難である。沿線自治体などは安全の為に向島 - 尾道間を自転車で移動する場合は尾道渡船の利用を推奨している。
- 新尾道大橋は景観を配慮し、尾道大橋と橋種・最大支間長は共に同じで主塔高もほぼ同じである。新尾道のほうがケーブルが細くケーブル本数が多く、主塔も1本とスリム化しているが、設計解析は複雑化している。これは尾道大橋の設計から30年間で技術向上を果たしたことを意味している[8][11]。

## ギャラリー

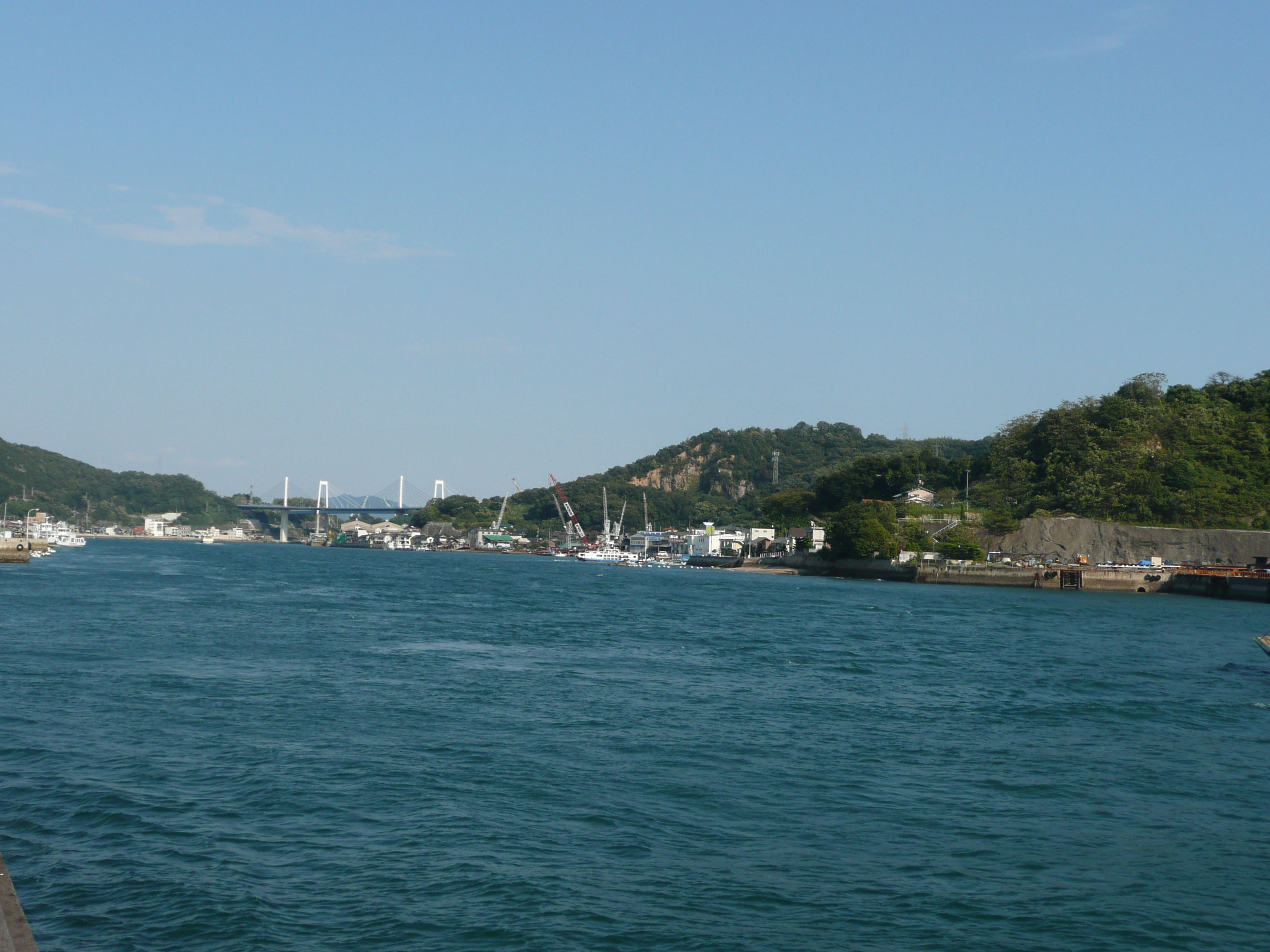
尾道駅前から見た橋。
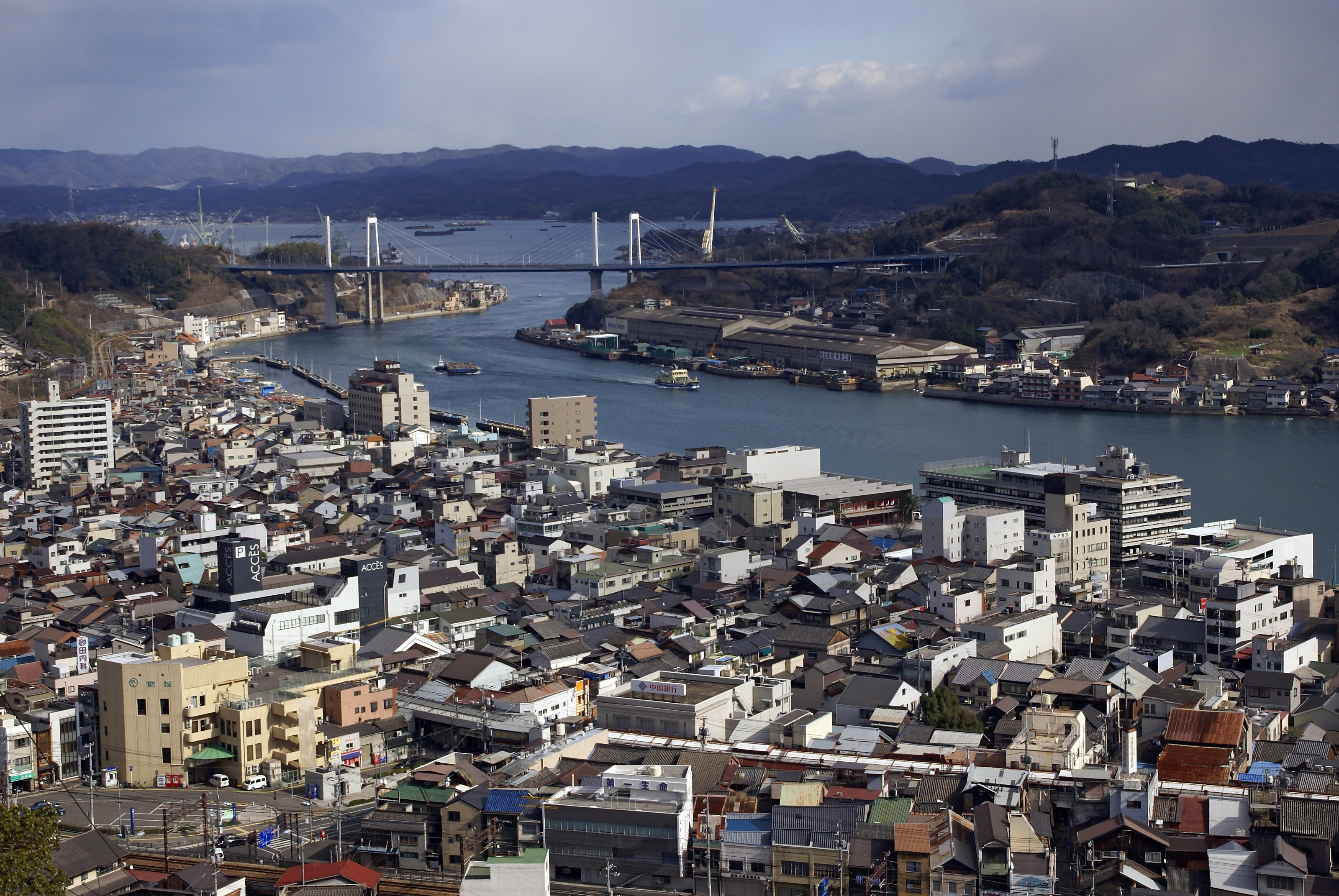
尾道水道と尾道大橋遠景。
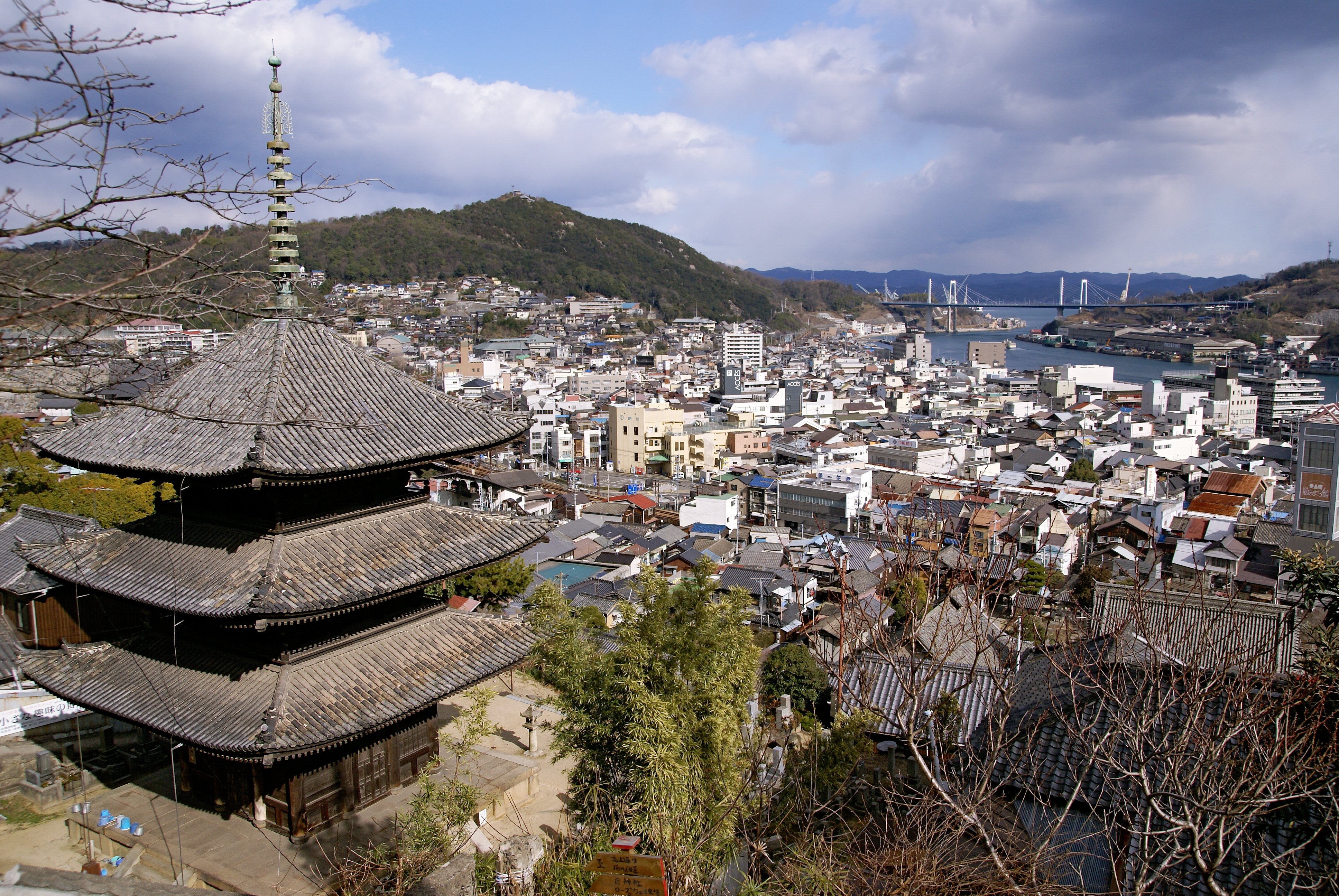
天寧寺境内から。
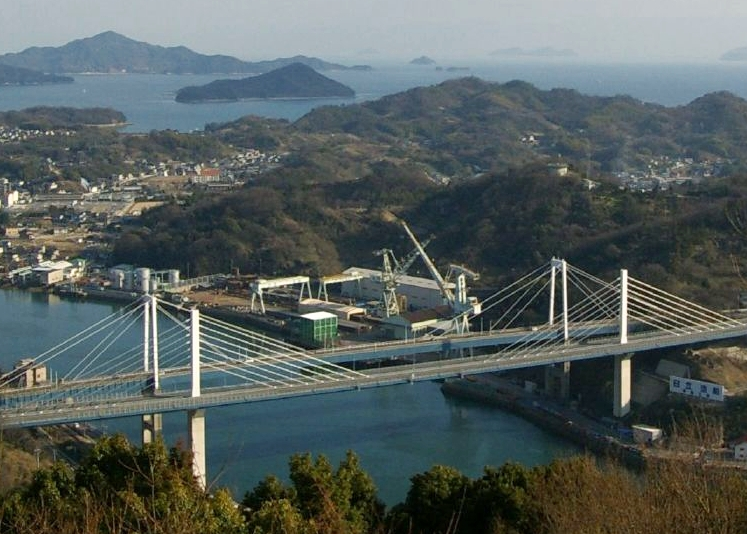
尾道大橋（奥）と並走する新尾道大橋（手前）。